# Termindevisen
Als Termindevisen bezeichnet man ausländisches Buchgeld, das an den Devisenterminmärkten gehandelt wird. Termindevisen werden, anders als Kassadevisen, zu bestimmten Fristen geliefert (1, 3, 6 Monate). Kurs und die Menge eines Devisentermingeschäfts werden verbindlich festgelegt, der Vollzug (Lieferung, Bezahlung) erfolgt nach der vereinbarten Frist. Devisentermingeschäfte werden zu Zwecken der Kurssicherung und der Spekulation vorgenommen.
Der Kapitalbedarf ist bei Devisentermingeschäften geringer, die Risiken sind aber ungleich höher als bei Kassadevisenspekulationen.